# John Sayles
John Thomas Sayles (Schenectady, Nova York, 28 de setembro de 1950) é um cineasta norte-americano, diretor e roteirista de filmes independentes.

## Filmografia
Em 1980, John Sayles conhece o compositor Mason Daring e trabalha na parceria Daring/Sayles, que resultou nos seguintes filmes:
- Return of the Secaucus Seven (1980) (O Regresso dos Secaucus Seven)
- Matewan (1987)
- City of Hope (1991) (Cidade de Esperança)
- Passion Fish (1992) (O Peixe do Amor)
- The Secret of Roan Inish (1994) (O Segredo de Roan Inish)
- Lone Star (1996) (Lone Star - Um Corpo no Deserto)
- Limbo (1999)
- Casa de los Babys (2003)
- Silver City (2004) (Em Campanha)
- Honeydripper (2007) (Honeydripper - Do Blues ao Rock)